# Свендсен, Тобиас Хаммер
Тобиас Хаммер Свеннсен (норв. Tobias Hammer Svendsen; 31 августа 1999 года, Молде, Норвегия) — норвежский футболист, играющий на позиции полузащитника за норвежский клуб «Одд».
Старший брат Сандер Свендсен, также профессиональный футболист.

## Карьера
Свендсен является уроженцем города Молде и воспитанником одноимённой команды. В 2016 году окончил академию клуба, начиная с того же года - игрок основной команды. 9 июля 2016 года дебютировал в чемпионате Норвегии в поединке против «Согндала», выйдя на поле на 64-й минуте Петтера Странна.
Выступает за юношеские сборные Норвегии. Принимал участие в отборочных матчах к юношескому чемпионату Европы, однако в финальную часть вместе с командой не выходил.